# Nolan Miller
Nolan Bertrandoff Miller (ur. 8 stycznia 1935 w Burkburnett w Teksasie, zm. 7 czerwca 2012 w Woodland Hills) – amerykański kostiumograf, projektant mody i biżuterii. Tworzył stroje dla produkcji telewizyjnych, w tym operze mydlanej ABC Dynastia (1981–89) oraz spin-off Dynastia Colbych (The Colbys, 1985–87) i sequelu Aaron Spelling Productions Dynastia: Pojednanie (Dynasty: The Reunion, 1991).
Przez wiele lat współpracował z Aaronem Spellingiem i Douglasem S. Cramerem, tworząc stroje dla ich produkcji telewizyjnych. Największe uznanie przyniosła mu praca na planie serialu Dynastia w latach 80. Jego projekty stały się tak popularne, że na ich podstawie stworzono kolekcję Haute couture. „The Dynasty Collection” bazowało na strojach noszonych w Dynastii przez Joan Collins, Lindę Evans oraz Diahann Carroll.
Laureat nagrody Emmy 1984 za wybitne projekty kostiumów do odcinka serialu Dynastii – pt. „Ślub” („The Wedding”). W 1983 i w latach 1985–86 jeszcze trzykrotnie był nominowany do nagrody Emmy za osiągnięcia w Dynastii, a także otrzymał kolejną nominację do Emmy w kategorii wybitne projekty kostiumów dla serii limitowanej lub specjalnej – biograficznego komediodramatu CBS Złośliwość w Krainie Czarów (Malice in Wonderland, 1985) z Elizabeth Taylor w roli Louelli Parsons i Jane Alexander jako Hedda Hopper oraz w kategorii wybitne kostiumy do miniserialu lub programu specjalnego – miniserialu NBC Dwie panie Grenville (The Two Mrs. Grenvilles, 1987) z Ann-Margret i Claudette Colbert.
Miller pojawił się również w kilku serialach, w tym Hotel (Hotel, 1983), Prawo Burke’a (Burke’s Law, 1994) i Agencja modelek (Models, Inc., 1995).
W 2006 zdiagnozowana u niego raka płuca. Przyjaciółka, aktorka Joan Collins, przekazała wiadomość, że Miller zmarł 6 czerwca 2012 we śnie w Woodland Hills, dzielnicy Los Angeles w Kalifornii w wieku 79 lat.

## Filmografia
- Peter Gunn (1958)
- Prawo Burke’a (1965)
- Aniołki Charliego (1976)
- Aniołki Charliego (1979–81)
- Statek miłości (1977–85)
- Mordercza noc (1980)
- Dynastia (1981–89)
- Dynastia Colbych (1985–87)
- Bez uczucia (1989)
- Babka z zakalcem (1991)
- Dynastia: Pojednanie (1991)
- Agencja modelek (1994–95)
- W słońcu Kalifornii (1997)
- Sunset Beach (1997)
- Wybrańcy fortuny (2000)